# Long Buckby
Long Buckby est une paroisse civile et un village du Northamptonshire, en Angleterre.